# Cal Díaz
Cal Díaz és una casa del Bruc (Anoia) inclosa a l'Inventari del Patrimoni Arquitectònic de Catalunya.

## Descripció
Es tracta d'una casa d'estiueig de planta rectangular, un pis i una torre adossada. En conjunt presenta una composició arquitectònica de composició harmònica amb un cert esperit de mediterranisme i façanes blanques. Al mateix temps s'hi poden observar elements del colorisme modernista com són: la xemeneia recoberta de rajoles de ceràmica, la teulada de teules envernissades de colors blau i groc, i també el treball de maó vist dels terrats, sobretot la barana i la columna salomònica i els arcs de les obertures, fets amb maó repintat. La terrassa i els porxos són construccions molt posteriors. Va ser restaurada el 1991.

## Història
El projecte es registrà a nom de J. Diaz Vidal, amb data de 7 de gener de 1913, però no hi figura la torre.